# Irish Open 1974
Die Irish Open 1974 waren die 61. Austragung dieser internationalen Meisterschaften von Irland im Badminton. Sie fanden am 15. und 16. Februar 1974 in Dublin statt.

## Finalresultate
| Disziplin    | Sieger                       | Finalist                    | Ergebnis         |
| ------------ | ---------------------------- | --------------------------- | ---------------- |
| Herreneinzel | Robert McCoig                | Nicol McCloy                | 15–4, 15–4       |
| Dameneinzel  | Deirdre Tyghe                | Barbara Beckett             | 11–6, 5–11, 11–3 |
| Herrendoppel | Jim Ansari John Britton      | Robert McCoig Fraser Gow    | 15–12, 15–12     |
| Damendoppel  | Barbara Lord Deirdre Tyghe   | Mary Bryan Yvonne Kelly     | 15–1, 15–3       |
| Mixed        | Fraser Gow Christine Stewart | John Britton Christine Weir | 15–1, 15–11      |